# Marion Francis Forst
Marion Francis Forst (* 3. September 1910 in St. Louis, Missouri, USA; † 2. Juni 2007 in Kansas City (Kansas), Kansas, USA) war Bischof von Dodge City und später Weihbischof im Erzbistum Kansas City in Kansas.

## Leben
Marion Francis Forst wurde als ältestes von acht Kindern von Frank A. und Bertha T. (Gulath) Forst in St. Louis geboren. Nach Besuch der katholischen Schule in St. Louis trat er 1928 in das Kenrick Priesterseminar in St. Louis ein.
Er empfing am 10. Juni 1934 die Priesterweihe durch John Joseph Glennon und war als Seelsorger im Bistum Denver und ab 1936 in St. Louis und Glendale tätig. 1943 wechselte er als Kaplan zur Navy Chaplain School in Williamsburg sowie im Range eines „full lieutenant“ auf den Kreuzer San Juan. Er überlebte Angriffe von japanischen Kamikazefliegern und war an der Operation Magic Carpet in der Bucht von Tokio beteiligt. 1946 kehrte er nach St. Louis zurück. 1956 wurde er Generalvikar der neu gegründeten Diözese Springfield-Cape Girardeau. 1957 wurde er zum Monsignore ernannt.
Am 2. Januar 1960 wurde er von Papst Johannes XXIII. in Nachfolge von John Baptist Franz zum Bischof von Dodge City ernannt. Die Bischofsweihe spendete ihm der Bischof von Springfield-Cape Girardeau, Charles Herman Helmsing, am 24. März desselben Jahres. Mitkonsekratoren waren der Bischof von Wichita, Mark Kenny Carroll, und Leo Christopher Byrne, Weihbischof in Saint Louis.
Er war Teilnehmer am Zweiten Vatikanischen Konzil von 1962 bis 1965; sein Tagebuch Daily Journal of Vatican II. wurde später veröffentlicht. Mit 66 Jahren trat er 1976 Als Bischof von Dodge City zurück und wurde zum Weihbischof im Erzbistum Kansas City sowie zum Titularbischof von Scala ernannt. 1986 trat er 76-jährig von beiden Ämtern zurück. 1995 wurde er von Papst Johannes Paul II. zum Titularbischof von Leavenworth ernannt.
Forst war der seinerzeit älteste lebende US-amerikanische Bischof und einer von wenigen US-amerikanischen Teilnehmern am Vaticanum II. Er starb im Alter von 96 Jahren an den Folgen eines Herzinfarktes im Olathe Medical Center in Kansas City.